# Niger i olympiska sommarspelen 2004
Niger i olympiska sommarspelen 2004 bestod av 4 idrottare som blivit uttagna av Nigers olympiska kommitté.

## Friidrott
Herrarnas 400 meter häck
- Ibrahim Tondi
  - Omgång 1: 52.62 s (7:a i heat 5, gick inte vidare, 34:a totalt)

Damernas 400 meter
- Salamtou Hassane
  - Omgång 1: 1:03.28 (7:a i heat 6, gick inte vidare, 41:a totalt) (nationellt rekord)

## Judo
Herrarnas halv lättvikt (-66 kg)
- Abdou Alassane Dji Bo
  - Round of 32: Förlorade mot Jozef Krnáč of Slovakien (Kuzure-kami-shiho-gatame; w'ari ippon - 1:33) (gick vidare till första återkvalsomgången)
  - Återkval omgång 1: Förlorade mot Oscar Penas från Spanien (Kuchiki-taoshi; ippon - 4:14)